# Milena Hrdinková
Milena Hrdinková (* 25. června 1974 Brandýs nad Labem-Stará Boleslav) je česká úřednice, v letech 2019 až 2022 státní tajemnice pro evropské záležitosti.

## Život
V letech 1993 až 1998 vystudovala právo a právní vědy na Právnické fakultě Univerzity Karlovy v Praze (získala titul Mgr.).
Pracovní kariéru začínala na Ministerstvu financí ČR, nejprve jako referentka v útvaru mezinárodní daňové spolupráce (v letech 1998 až 2000), následně jako referentka v útvaru přímých daní (do roku 2003). V letech 2004 až 2007 působila jako národní expertka (specializace na analýzu daňových politik členských států) v Evropské komisi (Generální ředitelství pro daně a celní unii). Mezi lety 2008 a 2015 byla poradkyní náměstka ministra pro daně a cla na Ministerstvu financí ČR, do roku 2019 pak byla ředitelkou odboru Kancelář ministra.
Zastupovala Českou republiku v orgánech EU včetně Rady ECOFIN i dalších mezinárodních institucích, podílela se na implementaci evropského práva do českého právního řádu před vstupem ČR do EU, předsedala pracovní skupině Rady v době předsednictví ČR v Radě EU. Specializuje se na fiskální vztahy a rozvojovou spolupráci a od roku 2013 rovněž působila jako externí expert Mezinárodního měnového fondu, příležitostně vyučuje na Vysoké škole ekonomické v Praze.
V lednu 2019 ji premiér ČR Andrej Babiš jmenoval novou státní tajemnicí pro evropské záležitosti a náměstkyní pro řízení Sekce pro evropské záležitosti Úřadu vlády ČR, a to s účinností od 1. února 2019. Funkci zastávala do února 2022.
Milena Hrdinková hovoří plynně anglicky, pasivně francouzsky a rusky.